# Sexy Zone
Sexy Zone (セクシーゾーン Sekushii Zōn) és una banda japonesa masculina de cinc membres dins de l'agència de talents Johnny & Associates i gestionada sota el segell discogràfic Pony Canon.

## Membres[1]
- Shori Sato (佐藤勝利 Satō Shōri): nascut el 30 d'octubre de 1996 a Tòquio. Grup sanguini A.
- Kento Nakajima (中島健人 Nakajima Kento): nascut el 13 de març de 1994 a Tòquio. Grup sanguini A.
- Fuma Kikuchi (菊池風磨 Kikuchi Fūma): nascut el 7 de març de 1995 a Tòquio. Grup sanguini A.
- So Matsushima (松島聡 Matsushima Sō): nascut el 27 de novembre de 1997 a Shizuoka. Grup sanguini A.
- Marius Yo (マリウス葉 Marius Yō): nascut el 30 de març de 2000 a Heidelberg. Grup sanguini O.

## Biografia

### Debut
El seu debut es produí amb el senzill Sexy Zone, el qual fou anunciat el 29 de setembre al Teatre Imperial de Tòquio. Els membres del grup foren seleccionats entre uns 200 membres dels Johnny's Jr., basant-se en el seu aspecte i les seves habilitats en cant, ball, interpretació i el seu potencial futur. Com a cas especial, Marius Yo fou el primer talent d'ascendència mig japonesa i mig estrangera en debutar.
La seva primera responsabilitat recaigué ser el suport especial i recolzar en la Copa Mundial de Voleibol 2011, que començava el 4 de novembre. Seguien així l'exemple de grups anteriors com V6, Arashi, NEWS i Hey! Say! JUMP, que tingueren un debut similar.
Fins al moment, tots els seus singles llançats al mercat han quedat en primera posició de forma consecutiva en les llistes de vendes japoneses.

## Discografia[5]

### Singles
- Sexy Zone (16.11.2011)
- Lady Diamond (11.04.2012)
- Sexy Summer ni Yuki ga Furu (03.10.2012)
- Real Sexy! / BAD BOYS (01.05.2013)
- Bye Bye Du Bye ~See you again~ / A MY GIRL FRIEND (9/10/2013)[6][7]
- King & Queen & Joker (14.05.2014)[8][9]
- Otoko never give up (01.10.2014)
- Kimi ni Hitomebore (19.11.2014)

### Àlbums
- one Sexy Zone (14.11.2012)
- Sexy Second (19.02.2014)[10]

### DVD i Blu-ray
- Sexy Zone Arena Concert 2012 (15.08.2012)
- Johnny’s Dome Theatre ~SUMMARY2012~ Sexy Zone (13.02.2013)
- Sexy Zone Japan Tour 2013 (28.08.2013)
- Sexy Zone Spring Tour Sexy Second (12.08.2014)
- Sexy Zone summer concert 2014 (14.01.2015)